# Anna Tukiendorf
Anna Tukiendorf – polska biolog, profesor nauk biologicznych.

## Życiorys
W 1974 ukończyła studia biologiczne na  Uniwersytecie Marii Curie-Skłodowskiej, w 1980 obroniła pracę doktorską, w 1990 habilitowała się na podstawie pracy zatytułowanej Rola kompleksów metaloproteinowych w tolerancji roślin wyższych na toksyczne stężenia metali ciężkich. W 2002 uzyskała tytuł profesora nauk biologicznych.
Pracowała na Uniwersytecie Marii Curie-Skłodowskiej w Lublinie.

## Odznaczenia
- Srebrny Krzyż Zasługi (2006)[4]